# Jawor Janakiew
Jawor Janakiew (auch Yavor Yanakiev, bulgarisch Явор Янакиев; * 3. Juni 1985 in Stara Sagora, Oblast Stara Sagora) ist ein bulgarischer Ringer. Er war Weltmeister 2007 im griechisch-römischen Stil in der Gewichtsklasse bis 74 kg. Janakiew ist 1,75 Meter groß.

## Erfolge
- 2006, 16. Platz, EM in Moskau, GR, bis 74 kg, nach einer Niederlage gegen Mahmut Altay, Türkei

- 2006, 22. Platz, WM in Guangzhou, GR, bis 74 kg, nach einer Niederlage gegen Daniar Kobonw, Kirgisistan

- 2007, 5. Platz, EM in Sofia, GR, bis 74 kg, nach Siegen über Aljaksandr Kikinjou, Belarus, Michal Jaworski, Polen und Ilgar Abdulow, Aserbaidschan und Niederlagen gegen Reto Bucher, Schweiz und Michail Iwantschenko, Russland

- 2007, 1. Platz, WM in Baku, GR, bis 74 kg, nach Siegen über Eamonn Dorgan, Irland, Valdemaras Venckaitis, Litauen, Odelis Herrero, Kuba, Roman Mejoschin, Kasachstan und Mark Overgaard Madsen, Dänemark

- 2008, 17. Platz, EM in Tampere, GR, bis 74 kg, nach einer Niederlage gegen Murat Argin, Schweiz

- 2008, 3. Platz. Olympische Sommerspiele 2008 in Peking, GR, bis 74 kg.